# Dekanat Środkowo-Wschodni (diecezja Tombura-Yambio)
Dekanat Środkowo-Wschodni (ang. Resurrection Mid-East Deanery) – jeden z sześciu dekanatów diecezji Tombura-Yambio w Sudanie Południowym z siedzibą w Ibbie.

## Podział administracyjny
Dzieli się na cztery parafie i dwie quasi-parafie.
| Parafie                                        |               |                     |
| nazwa                                          | rok założenia | duchowny            |
| Assumption of our Lady Catholic Parish Rimenze | 1947          | o. Peter Babitimo   |
| St. Charles Lwanga Catholic Parish Ibba        | 1988          | o. Charles Tombe    |
| Good Shepherd Catholic Parish Madebe           | 2018          | o. Babu Kashiore    |
| St. George Catholic Parish Bangassu            | 2019          | o. Thomas Bagbiowia |

| Quasi-parafie |                                      |
| nazwa         | parafia-matka                        |
| Nabanga       | Good Shepherd Catholic Parish Madebe |
| Maruko        | Good Shepherd Catholic Parish Madebe |